# Japonsko na Letních olympijských hrách 1920
Japonsko se účastnilo Letní olympiády 1920 v belgických Antverpách. Zastupovalo ho 15 mužů ve 4 sportech.

## Medailisté
| Medaile | Jméno                        | Sport | Soutěž       |
| ------- | ---------------------------- | ----- | ------------ |
| Stříbro | Ičija Kumagai                | Tenis | muži dvouhra |
| Stříbro | Seiičiró Kašio Ičija Kumagai | Tenis | Muži čtyřhra |